# ラッシュ (薬物)
ラッシュ（RUSH）とは、アメリカ合衆国のパック・ウェスト・ディストリビューティング社 (Pac West Distributing) が販売する薬品。亜硝酸エステルを主成分とする薬物である。2005年時点では成分が異なる9製品が販売されていた。亜硝酸エステルは工業用途のほか、青酸化合物中毒の治療、以前は狭心症治療の医療用途に使われていた。ラッシュに含まれる亜硝酸エステルは沸点が低く常温に置くと気化するので、この蒸気を経鼻吸引し使用する。経口摂取はしてはならない。

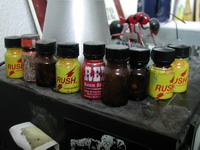
ラッシュの容器

効果は血圧降下や拍動強化のほか、吸引後、数秒から数十秒間特有のわずかな酩酊感覚や紅潮を伴う血管拡張を生じるため、性的興奮を高めるために使用される。バイアグラなどの同様の効能を持つ薬物との併用は、メトヘモグロビン血症による酸欠や急激な血圧降下をもたらすため禁忌。使用方法が似ているためシンナーと混同されることがあるが全くの別物質である。よって、シンナーのような中枢神経抑制作用は持たない。かつて脱法ハーブと呼ばれていたものや脱法リキッドと呼ばれていた危険ドラッグとは精神系作用が全くないため全くの別種である。
ラッシュは亜硝酸エステルを含有するドラッグの代表格とされる。これらのドラッグは「ニトライト系」もしくは「亜硝酸エステル類」と呼ばれ、ラッシュにはニトライト系のいくつかの競合商品がある。また、ラッシュのコピー商品や偽物が市場に流通しており、パック・ウェスト・ディストリビューティング社はこれらに注意を促している。

## 商品概説
商品の形状は、10 mLのガラス製の茶色のボトルにニトライトを含む液体が入れられていて、黄色のビニールパッケージに赤字でRUSHと書かれている。ラベルの異なるシリーズ商品や、30 mLボトルの商品もある。
芳香剤（アロマ）、消臭剤やビデオヘッドクリーナー製品としてパック・ウェスト・ディストリビューティング社（Pac-West Distributing NV LLC., PWD社）から販売されており、同社は誤用は推奨しないとしている。代理店・小売店での販売時も同様の名目で販売されているが、実際は人体への吸引摂取目的の商品として販売であり、使用者の多くも同様の目的で購入する。
アダルトビデオ販売店やアダルトグッズショップ、インターネット通販などで販売されている。
肛門括約筋を弛緩させる作用があり、男性同性愛者がアナルセックスを円滑に行う為に使用される事が多い。またオーガズム時などに摂取するとされ、効果の真偽は検証されていないがこれにより快感が増大するとされており、セックスドラッグに分類されている。
ニトライト(亜硝酸エステル類）は麻酔効果や中枢神経作用がないため、効果の持続時間が十秒から数十秒と短い。他の同類のセックスドラッグと同様、催淫剤としての効果があるのかは科学的実証がなされていない。

## 合法性
市販が許可されている国とそうでない国がある。海外については、Poppersを参照のこと。

### 日本
日本では市販は許可されていないが、違法に出回っている。2005年頃から薬事法（現：薬機法）に基づき指導・告発が行われている。厚生労働省はラッシュなどのニトライト系ドラッグを危険ドラッグと見なしており、亜硝酸イソブチルや亜硝酸イソアミルなどを含有した、人体への摂取目的の揮発性液体の商品は一切許容しない方針である。また違法ドラッグの例として告発ポスターなどにも掲載されている。
2006年11月9日、厚生労働省薬事・食品衛生審議会指定薬物部会において、指定薬物とすることが決定した。このことにより、輸入および販売等が明確に違法化され、「脱法」ドラッグではなく違法なドラッグとなった。医薬品医療機器法では、輸入や所持は3年以下の懲役もしくは300万円以下罰金、営利目的の場合は5年以下の懲役もしくは500万円以下の罰金との罰則が規定されている。
このほか、2016年4月から指定薬物は関税法上の輸入してはならない貨物に指定され、同法109条により輸入の既遂罪、未遂罪は10年以下の懲役もしくは3000万以下の罰金、予備罪は5年以下の懲役もしくは3000万円以下の罰金に、また密輸後の取得や運搬行為なども同法112条で5年以下の懲役もしくは500万円以下の罰金に処せられることとなった。また、財務省発表（平成27年の全国の税関における関税法違反事件の取締り状況(平成28年2月19日)）によると、2016年4月から12月までの間に、全国税関で指定薬物の密輸は1462件が摘発され、このうちの8割が亜硝酸イソブチルなどを含有する液体であったことが公表された。
2016年1月から2月にかけて、NHKのアナウンサーや市職員、自衛官など十数名が、製造罪、所持罪で厚生労働省麻薬取締部に摘発されたが、この事件では製造キットを海外から通信販売していた「ラッシュ兄貴デヴィッド」を名乗る日本人業者が、麻薬取締部に後日逮捕されている。
2016年10月19日、この商品を二度に分けてアメリカ合衆国から国際郵便で密輸しようとした、北国新聞社の元事業担当取締役が、医薬品医療機器法違反と関税法違反の両容疑で逮捕された。
神奈川県藤沢市の小学校教員が、亜硝酸イソブチルを含有する液体を輸入しようとしたほか、自宅で所持していた事件が摘発・起訴されたことが発覚し、懲戒免職となっている（平成28年10月27日神奈川県発表）だけでなく、2016年7月には慶應義塾大学病院に勤務する麻酔科医が、亜硝酸イソブチルを含有する液体を輸入しようとしたとして、有罪判決を受ける（平成28年7月20日日本テレビ報道ほか）など問題化している。
2020年2月13日に、ミュージシャンの槇原敬之がラッシュを所持したとして、逮捕された。

### 刑罰化の是非をめぐる動向
こうした一方、ラッシュで刑事罰を受けた当事者の声として、KEN（インタビュー動画）「LASH VIDEO RUSH(ラッシュ)で逮捕、その後」、塚本堅一『僕が違法薬物で逮捕されNHKをくびになった話』（2019年8月 KKベストセラーズ）などが発表され、その規制のあり方について、見直しの動きも出ている。
2015年1月、危険ドラッグを所持していたとして、警視庁から任意での事情聴取を求められた東京都庁の男性職員（59）が、聴取予定日の前日に自殺した事件も報じられた。
2017年7月、ラッシュを個人輸入しようとして医薬品医療機器等法並びに関税法違反で起訴された東京近郊の元地方公務員が、ラッシュを「指定薬物」とした審議過程が不十分であったこと、ラッシュは「指定薬物」の要件に該当しないこと、などを理由に公判で係争中であったが、2020年6月18日、千葉地方裁判所で懲役1年2ヵ月、執行猶予3年が言い渡された。控訴を予定している。
裁判では、「指定薬物」は「麻薬又は向精神薬と類似の有害性を有することが疑われる物質」（「違法ドラッグ（いわゆる脱法ドラッグ）対策のあり方について（提言）」平成17年11月25日 脱法ドラッグ対策のあり方に関する検討会）の規制を前提とし、①「中枢神経系の興奮若しくは抑制又は幻覚の作用を有する蓋然性が高く」、かつ②「人の体に使用された場合に保健衛生上の危害が発生するおそれがある物」（旧薬事法第2条14）を要件とするが、ラッシュには、①②ともに国内での十分なエビデンスがなく、2006年11月の指定薬物部会での審議においても、その点の審議はなされていないこと、しかも、部会の資料でラッシュに中枢神経系の作用があるとされた典拠論文「アメリカン・ジャーナル・オン・アディクション」では、薬理作用として「血管拡張による血圧低下」が挙げられ「中枢神経への作用」への明記がないこと、ラッシュは、アルコール、ニコチン、ヘロイン、大麻などと比べても各段に有害性が低いにもかかわらず量刑が不均等であること、などを訴えている。
こうした動向は、ハームリダクション、再犯防止推進計画などの潮流とも関わるものといえる。